# Joseph Jiang Mingyuan
Joseph Jiang Mingyuan CDD (姜明遠) (* 21. Februar 1921 in Dacaozhuang, Ningjin; † 13. Juli 2008 in Biancun, Zhejiang) war römisch-katholischer Priester der Untergrundkirche und Bischof von Zhào Xiàn in der chinesischen Provinz Hebei.

## Leben
Joseph Jiang Mingyuan studierte von 1953 bis 1958 Katholische Theologie und Philosophie; 1958 musste er aufgrund staatlichen Drucks sein Studium aufgeben und als Arbeiter tätig werden. Aufgrund seiner religiösen Überzeugung wurde er zwischen 1961 und 1969 mehrfach inhaftiert und verbrachte Jahre in Gefängnissen und Arbeitslagern. 1981 empfing er die Priesterweihe.
Joseph Jiang Mingyuan wurde 2000 von Papst Johannes Paul II. zum Bischofkoadjutor des Bistums Zhào Xiàn ernannt. Die Bischofsweihe spendete ihm am 8. August 2000 Raymond Wang Chong Lin. Die Ernennung wurde von der chinesischen Regierung nicht anerkannt; er wurde für fünf Monate inhaftiert. Nach seiner Freilassung erlitt er eine Hirnblutung. 2006 erfolgte durch Benedikt XVI. die Ernennung zum Bischof von Zhào Xiàn.